# BB Большой Медведицы
BB Большой Медведицы (лат. BB Ursae Majoris) — одиночная переменная звезда в созвездии Большой Медведицы на расстоянии (вычисленном из значения параллакса) приблизительно 14477 световых лет (около 4439 парсеков) от Солнца. Видимая звёздная величина звезды — от +14,1m до +12,3m.

## Характеристики
BB Большой Медведицы — пульсирующая переменная звезда типа RR Лиры (RRAB).